# دنیس میلر
دنیس میلر (انگلیسی: Dennis Miller؛ زادهٔ ۳ نوامبر ۱۹۵۳) کمدین، مجری رادیو، بازیگر، تهیه‌کننده فیلم، نویسنده، پادکست‌ساز، روزنامه‌نگار و رمان‌نویس اهل ایالات متحده آمریکا است. وی از سال ۱۹۷۸ میلادی تاکنون مشغول فعالیت بوده‌است.
از فیلم‌ها یا برنامه‌های تلویزیونی که وی در آن نقش داشته‌است می‌توان به جو دِرْت، شبکه، هرگز با غریبه‌ها صحبت نکن، چیزی که در وگاس رخ می‌دهد، افشاگری، تیمارستان و قتل در سال ۱۶۰۰ اشاره کرد.
وی همچنین برندهٔ جوایزی همچون جوایز امی شده‌است.